# Ихова
Ихова (словен. Ihova) је насељено место у општини Бенедикт, Подравска регија, Словенија.

## Историја
До територијалне реорганизације у Словенији била је у саставу старе општине Ленарт.

## Становништво
У попису становништва из 2011. године, Ихова је имала 292 становника.
| Број становника према пописима | Број становника према пописима | Број становника према пописима |
| ------------------------------ | ------------------------------ | ------------------------------ |
| 1991                           | 2002                           | 2011                           |
| 304                            | 302                            | 292                            |